# Scambus decorus
Scambus decorus là một loài tò vò trong họ Ichneumonidae.